# Dekan (šolstvo)
Dekán (latinsko decanus – desetnik) (ženska oblika je dekánja, dekánica ali dekánka) je strokovni vodja visokošolskega zavoda (fakultete oziroma članice univerze ali samostojnega visokošolskega zavoda, ki usklajuje izobraževalno, znanstvenoraziskovalno, umetniško in drugo delo ter skrbi in odgovarja za zakonitost dela. Za dekana visokošolskega zavoda je lahko imenovan, kdor je zaposlen kot visokošolski učitelj na tem zavodu. Dekana imenuje rektor na predlog senata oziroma strokovnega sveta članice univerze. Pisarna dekana se imenuje dekanát. Posebno v nemškem govornem področju se je dekana nekdaj nazivalo z »Vaša spektabiliteta«.